# جيم فينويك
جيم فينويك (بالإنجليزية: Jim Fenwick) هو مصور أسترالي، ولد في 11 أكتوبر 1934 في بريزبان في أستراليا.